# André Asselin (Pianist)
André Asselin (* 25. Februar 1923 in Montreal; † 26. Januar 2012 ebenda) war ein kanadischer Pianist und Komponist.

## Leben
Der Großneffe des Tenors Pierre-Aurèle Asselin und der Sopranistin Marie-Anne Asselin hatte zunächst Klavierunterricht bei Auguste Descarries (1896–1958) und setzte seine Ausbildung am Konservatorium von Toronto bei Ernest Seitz und Lubka Kolessa fort.
1948 unternahm er mit einer Tanzkompagnie der Pariser Oper als Pianist und Dirigent eine Tournee durch Südamerika. Er trat auf Konzertreisen in Kanada und Südamerika und später in Frankreich auf. Anfang der 1950er Jahre übersiedelte er nach Paris. Von hier aus gab er Konzerte in ganz Europa, wobei er neben dem klassischen Repertoire vor allem Werke kanadischer Komponisten wie Violet Archer, Claude Champagne, Auguste Descarries, André und Rodolphe Mathieu, Barbara Pentland, Clermont Pépin, Harry Somers und Healey Willan aufführte. 1987 kehrte er nach Montreal zurück.
Asselin komponierte eine Reihe von Klavierwerken. 1962 erschien in Paris sein Buch Panorama de la musique canadienne.